# Isten-hegy
Az Isten-hegy  a Budai-hegység egyik magaslata Budapesten, a XII. kerület területén, a János-hegy–Sváb-hegy tömbjében. A Sváb-hegy egyik keleti előhegye, amelynek területe mára teljesen beépült.

## Leírása
372 méter magas kiemelkedés, amelyet északnyugat felől a Diós-árok választ el a Sváb-hegytől, nyugat felől a Denevér-árokba torkolló Karthauzi-völgy határolja el a Széchenyi-hegy fennsíkszerű tömegétől, dél és kelet felől pedig kisebb, névtelen völgyek különítik el három legközelebbi szomszédjától, a Márton-hegytől, az Orbán-hegytől és a Kis-Sváb-hegytől. Alapkőzete dolomit, amit márga fed.

## Története
A hegy korábbi neve Barát-hegy vagy Pap-hegy volt, egy, egykor a közelben állt kolostor, illetve a bélakúti apát tizedjoga után. Mai elnevezése Döbrentei Gábortól származik, és az 1847-es évben tartott budai dűlőkeresztelőn hirdették ki. Mára a teljes területe beépült, jellegzetes zöldövezeti lakóterület, amely a hegyről elnevezett Istenhegy városrészhez tartozik.